# IC 1495
IC 1495 — галактика типу Sb (компактна витягнута галактика) у сузір'ї Водолій.
Цей об'єкт міститься в оригінальній редакції індексного каталогу.